# Hamza Khireddine
Hamza Khireddine, né le 10 juin 1987, est un joueur de futsal international français.
Hamza Khireddine commence le football au Paris université club. Il intègre ensuite le Sporting Paris où il découvre en parallèle le futsal. Au SC Paris, il fait partie du début de l'heure de gloire du club, qui remporte trois Coupes nationales consécutives et deux championnats de suite, et débute en équipe de France. Il rejointe ensuite l'AS Bagneux Futsal puis tente de devenir footballeur professionnel au Paris FC, en vain et retourne à Bagneux. En 2014, il signe à Garges Djibson avant de revenir au Sporting un an plus tard. Il y reste deux saisons.
En équipe de France de futsal FIFA, Hamza Khireddine dispute notamment les phases qualificatives des Championnats d'Europe 2012 et 2014.

## Biographie

### En club
Hamza Khireddine grandit dans le 13e arrondissement de Paris et commence le football au Paris université club. 
Il pratique ensuite le football et le futsal au Sporting Club de Paris. Il y remporte deux fois de suite le titre de champion de France de futsal (2011 et 2012) et est triple vainqueur consécutif de la Coupe national (2010 à 2012). 
Début 2013, Hamza est joueur de l'AS Bagneux Futsal. 
Au début de la saison 2013-2014, Khireddine tente de devenir footballeur professionnel au Paris FC avec qui il joue en équipe réserve en CFA 2,.  
Début 2014, il est de retour à l'AS Bagneux Futsal.  
Pour l'exercice 2014-2015, Khireddine rejoint Garges Djibson. À la suite de suspensions et d'une blessure, il joue peu et l'équipe peine en Division 1.  
En 2015, il revient au Sporting Paris.  

### En équipe nationale
En février 2011, Hamza Khireddine est sélectionné en équipe de France de futsal pour les qualification à l'Euro 2012,. Au début de la saison 2011-2012, à Clairefontaine, il est retenu pour le stage annuel de reprise. 
Au début de l'exercice suivant, il est de nouveau appelé au stage de pré-selection de l'équipe de France Futsal. Début 2013, il est sélectionné pour le tour qualificatif de l'Euro 2014 avec Mustapha Otmani, son capitaine à l'AS Bagneux Futsal.  
En mars 2014, joueur de Bagneux, il est retenu pour une double confrontation amicale en Roumanie.

## Palmarès
Hamza Khireddine est double champion de France de futsal et triple vainqueur de la Coupe national.
- Championnat de France (2)
  - Champion : 2011 et 2012 (Sporting)
- Coupe de France (3)
  - Vainqueur : 2010, 2011 et 2012 (Sporting)